# Stary kościół św. Katarzyny w Żejtun
Stary kościół św. Katarzyny (malt. Knisja ta’ Santa Katerina l-Antika, ang. St. Catherine's Old Church), znany też jako kościół św. Grzegorza (malt. Knisja ta’ San Girgor, ang. St. Gregory's Church) – rzymskokatolicki kościół w Żejtun (wym. „Zejtun”) na Malcie. Kościół i związane z nim budynki towarzyszące znajdują się na obrzeżach miasta, górując ponad Marsascala Bay, St. Thomas’ Bay oraz portem Marsaxlokk. Kościół jest powszechnie znany jako Saint Gregory's, a to w związku z tradycyjną procesją organizowaną w pierwszą środę po Wielkanocy. Jego wezwanie św. Katarzyny z Aleksandrii nawiązuje do pierwszej kaplicy na tym miejscu, która była piątym z ośmiu kościołów macierzystych na Malcie. Kościół znajduje się w pobliżu trzech cmentarzy w Żejtun – pod wezwaniem św. Rocha, św. Grzegorza oraz św. Katarzyny. Funkcja kościoła jako kościoła parafialnego w Żejtun została przejęta przez nowy kościół parafialny, również pod wezwaniem św. Katarzyny, zaprojektowany przez Lorenzo Gafę.
Istniejący budynek kościoła powstał na miejscu starszej, XV-wiecznej kaplicy, również poświęconej św. Katarzynie, oraz przylegającej do niego prywatnej kaplicy poświęconej św. Markowi i św. Jakubowi. Zapiski z późnego średniowiecza potwierdzają, że kościół był znakiem szczególnym dla żeglarzy na morzu. W ciągu wieków budowla była przebudowywana i powiększana, zburzono też przylegającą prywatną kaplicę. Rozbudowa objęła również zbudowanie transeptu oraz kopuły. Współczesna fasada pochodzi prawdopodobnie z XVII wieku, kiedy dodano do niej renesansową bramę. Stary kościół św. Katarzyny jest czynny, odbywają się tam modlitwy i codzienna msza święta. Budynek kościoła zaliczony jest do zabytków narodowych 1. klasy, jest również umieszczony na liście National Inventory of the Cultural Property of the Maltese Islands.

## Topografia otoczenia
Kościół posadowiony jest na obrzeżach wioski, u zbiegu dwóch dróg, na końcu podzielonego przełęczą grzbietu, ciągnącego się pomiędzy Marsaxlokk i półwyspem Delimara, a St. Thomas’ Bay i Marsascala. Położenie kościoła pozwala na swobodne obsługiwanie należącej do niego parafii. Budynek stoi około 250 metrów od miejsca, gdzie znajdują się pozostałości rzymskiej willi.
W okolicy znajduje się też kilka pozostałości punickich. W czerwcu 1992 roku, podczas rozbudowy cmentarza niedaleko kościoła, odkryto wycięty w skale grobowiec z tamtej epoki.

## Historia

### Średniowieczna kaplica
Czas powstania kaplicy nie jest znany. W XIX wieku historycy łączyli fundację kościoła z usunięciem Arabów, po zajęciu Malty przez Rogera I Sycylijskiego w roku 1091. Zdradzało to wcześniejsze oddawanie czci św. Katarzynie Aleksandryjskiej przez bizantyńsko-grecką społeczność żyjącą na Malcie przed arabską inwazją w IX wieku. Jednak współcześni historycy podważają tę tezę, twierdząc, że chrześcijaństwo zostało powtórnie wprowadzone na Maltę przez króla Rogera II w roku 1127, i później się tam umocniło.
Niektórzy historycy utrzymują, że korzenie starej parafii w Żejtun sięgają XII wieku, kiedy założony został dział muzyczny katedry w Mdinie, a oryginalna kaplica jest uważana za zbudowaną na terenie, będącym częścią przychodów katedralnego kantora – La prebenda di santa Caterina. Przez następne stulecia kościół był wspierany finansowo przez kolejnych kantorów katedralnych, czego dowodem są herby beneficjentów, znajdujące się na murze zakrystii; najstarszy z nich należy do kanonika Axaqa, i nosi datę 1372.
W każdym razie, na początku XIV wieku mała wczesnośredniowieczna kaplica pod wezwaniem św. Katarzyny, służyła południowo-wschodniemu regionowi Malty. Na początku XV wieku był to już kościół parafialny; piąty z ośmiu kościołów macierzystych na Malcie. W roku 1436 kościół występuje w dokumencie de Mello rollo. Biskup Senatore de Mello poprosił czterech katedralnych kanoników, aby odszukali i spisali wszystkie prebendy, kanonie i inne źródła generujące korzyści materialne w diecezji na Malcie, a także przychody i imiona księży mających pożytek z tych źródeł. Na liście tej (rollo) znalazło się dwanaście kaplic, tworzących pierwszy system parafii na wyspie. Kaplica św. Katarzyny w Żejtun wpisana została na tę listę pod nazwą wsi Bisqallin (dzisiaj Żejtun).
Kaplica zbudowana była na rzucie prostokątnym, z prostą fasadą. Miała wejście zwieńczone ostrym łukiem, dach pokryty tradycyjnymi płytkami xorok. Prawdopodobnie dzisiejszy kościół zbudowany jest na śladach starej kaplicy, ze ścianami nawy pokrywającymi się z jej murami. Fasada skierowana była w kierunku północnym – ku katedrze w Mdinie, średniowiecznej stolicy w centrum wyspy. Dziś, w tym kierunku zaraz za terenem kościelnym, znajduje się statua św. Grzegorza. Mała i prosta średniowieczna kaplica służyła jako kościół parafialny w Żejtun przez wiele lat.
Teren, który obejmowała ówczesna parafia, był olbrzymi. W jej skład wchodziła cała południowo–wschodnia część Malty, będąc najdalej położoną od Mdiny parafią na wyspie. Parafii podlegały ziemie obejmujące dzisiejsze Żejtun, Ħaż-Żabbar, Ħal Għaxaq, San Ġorġ ta’ Birzebbugia, Marsaxlokk, Delimarę, St. Thomas’ Bay i Marsascalę, jak również szereg innych małych wiosek i nieistniejących już przysiółków.
Oprócz szerokiej odpowiedzialności terytorialnej, a być może właśnie z tego powodu, parafia cieszyła się większą różnorodnością posług kościelnych i celebracji w porównaniu z innymi parafiami na Malcie, z kościołem będącym drugim po katedrze w Mdinie.
Przed rokiem 1470 kościół stał się uznanym narodowym i międzynarodowym symbolem i sanktuarium, a marynarze powierzali siebie w opiekę i powiernictwo świętej: Boże, pomóż nam, i Ty, święta Katarzyno z Malty. Poświadczają to znajdujące się na zewnętrznych ścianach kościoła graffiti o tematyce marynistycznej, będące formą daru wotywnego. Święta Katarzyna była patronką żeglarzy i latarników. Inne graffiti przedstawiają Gwiazdę Dawida przebitą strzałą.

### Przebudowa i powiększenie

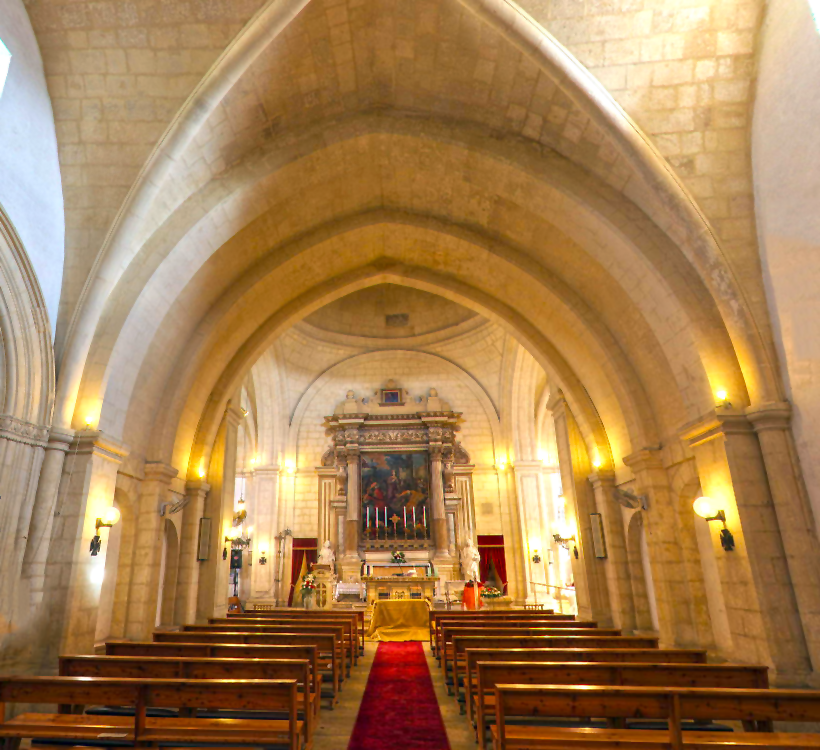
Nawa starego kościoła św. Katarzyny w Żejtun z prawdziwym czterodzielnym gotyckim sklepieniem żebrowym

Pierwotna kaplica pozostawała w użytkowaniu do roku 1492, kiedy to została przebudowana i powiększona. Uczczono to inskrypcją, która niestety zaginęła. Maltański historyk Gian Francesco Abela zanotował, jak kościół został przebudowany, cytując inskrypcję w swoich pismach. Ta sama inskrypcja została przytoczona przez A. Ferrisa w roku 1866 oraz E.B. Vellę w 1927 . Chociaż w kopule znajduje się wyblakła i częściowo nieczytelna łacińska inskrypcja, brzmi ona inaczej od tych, przytoczonych w innych źródłach. Jeśli wierzyć tej późniejszej inskrypcji, kościół został powiększony w roku 1606, podczas episkopatu biskupa Gargallo, i służby archiprezbitera M. Burlo. To późniejsze powiększenie dodało do transeptu prawdziwe gotyckie czterodzielne sklepienie żebrowe, które jest niespotykaną cechą kościołów maltańskich.
Według inskrypcji na zwornikach łuków sklepienia, zostały one wykonane w roku 1593 oraz 1603. Wraz z dodaniem nawy poprzecznej był to pierwszy kościół na Malcie mający formę krzyża łacińskiego. Prawdopodobnie w roku 1606, na skrzyżowaniu powiększonej nawy i dobudowanego transeptu, wzniesiona została kopuła, co potwierdza inskrypcja tam umieszczona. Kopuła jest niska i ma formę spodka, będąc prawdopodobnie jednym z najwcześniejszych, wciąż istniejących przykładów tego sklepienia na Malcie.
Główna fasada ma renesansowe wejście, oflankowane przez parę pilastrów ukoronowanych architrawem, oraz gzyms i powyżej niego okrągły oculus. Mała wieżyczka na dzwon, prawdopodobnie dodana później, a zbudowana z wtórnie użytych kamieni, góruje na szczycie, który podnosi się z każdej strony z niskiego muru z parapetem. Oba elementy, nawy poprzeczne oraz mur z parapetem, połączone są systemem przyporowym. Taki sam system został dodany w XIX wieku na ścianach nawy, jego projektantem był Giuseppe Hyzler. Przypory wspomagające mury transeptu są większe i dużo starsze – dając wschodniej stronie kościoła wygląd fortecy.
W istocie kościół był używany jako część systemu obronnego Zakonu Rycerzy św. Jana przeciw Turkom osmańskim. Nowy transept, prawie o ⅓ wyższy od nawy, zapewniał dobry widok pobliskich zatok. Wysoko wewnątrz murów transeptu umieszczony był korytarz z oknami wychodzącymi na dwa nowe, nisko położone forty – St. Thomas w Marsascala oraz St. Lucian w Marsaxlokk. Stąd też stary kościół św. Katarzyny stał się pośrednim punktem sygnalizacji wojskowej, uprzedzając Mdinę, Three Cities i Vallettę o każdym pojawieniu się osmańskich okrętów wojennych, zbliżających się do pobliskich portów.

### Najazd w roku 1614

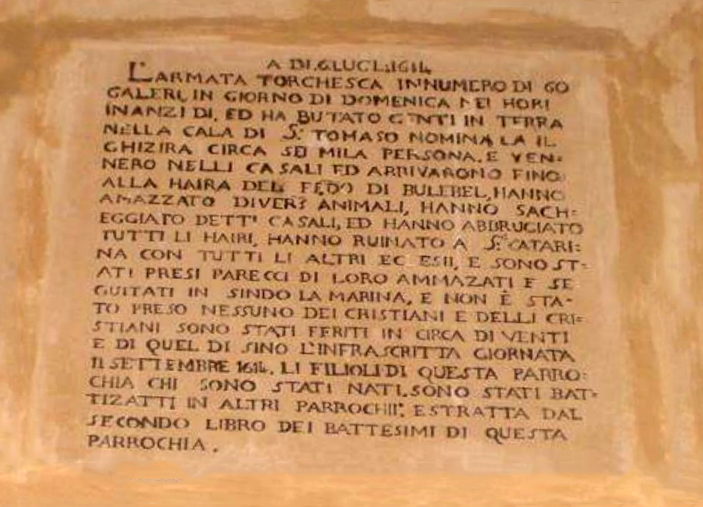
Pamiątkowa tablica w starym kościele św. Katarzyny, opisująca najazd Turków w 1614

Świtem 6 lipca 1614 roku, siły tureckie w liczbie sześćdziesięciu okrętów (w tym 52 galer) pod dowództwem Halila Pashy próbowały wylądować w Marsaxlokk Bay, lecz zostały odrzucone przez artylerię nowo wybudowanego fortu San Lucian. Flota zakotwiczyła więc w St. Thomas Bay w Marsaskala i 5–6 tysięcy ludzi wyszło na brzeg bez przeszkód. Pewna liczba najeźdźców zaatakowała wieżę św. Lucjana, gdy pozostali splądrowali miasteczko Żejtun, opuszczone przez mieszkańców na wieść o ataku. Turcy spalili gospodarstwa oraz zboże na polach, uszkodzili też stary kościół św. Katarzyny. Atak został opisany na pamiątkowej tablicy, umieszczonej obok głównego ołtarza św. Grzegorza, na której napis, wyryty w języku włoskim, głosi:

We wczesnych godzinach w niedzielę 6 lipca 1614, armia turecka wylądowała z 60 galerami, wysadzając na ląd sześć tysięcy ludzi w miejscu zwanym Ghizira w St. Thomas Creek. Turcy najechali pobliskie gospodarstwa rolne, docierając aż do pól uprawnych, będących pod lennem Bulebela. Złupili te przedmieścia, spalili pola uprawne oraz zrobili wiele szkód w głównym kościele św. Katarzyny i wszystkich pozostałych. Wielu z nich zostało schwytanych i zabitych, pozostali zostali zmuszeni do wycofania się z powrotem do nabrzeży. Żaden chrześcijanin nie został uprowadzony podczas ataku, lecz dwudziestu zostało rannych. Od tego dnia, aż do 11 września 1614, wszystkie osoby urodzone w tej parafii były chrzczone gdzie indziej. * Fragment z drugiego tomu księgi chrztów tej parafii.

Znaleziska ludzkich kości w wielu sekretnych fragmentach tego kościoła łączone jest z tym atakiem.

### Odnowienie kościoła
Kościół został odnowiony w roku 2007, instytucje publiczne zainwestowały w prace kwotę ponad 145 000 euro. Przy dobrym ogólnym stanie budynku, stwierdzono jednak defekty w murach. Prace prewencyjne obejmowały wymianę rozpadającego się kamienia, oczyszczenie z frontu, usunięcie pokrywy cementowej na dolnych częściach fasad i uzupełnienie zaprawy pomiędzy kamieniami w celu uniknięcia przesiąkania wody. Nawierzchnia części kościelnego placu również została ponownie ułożona.

## Wnętrze kościoła

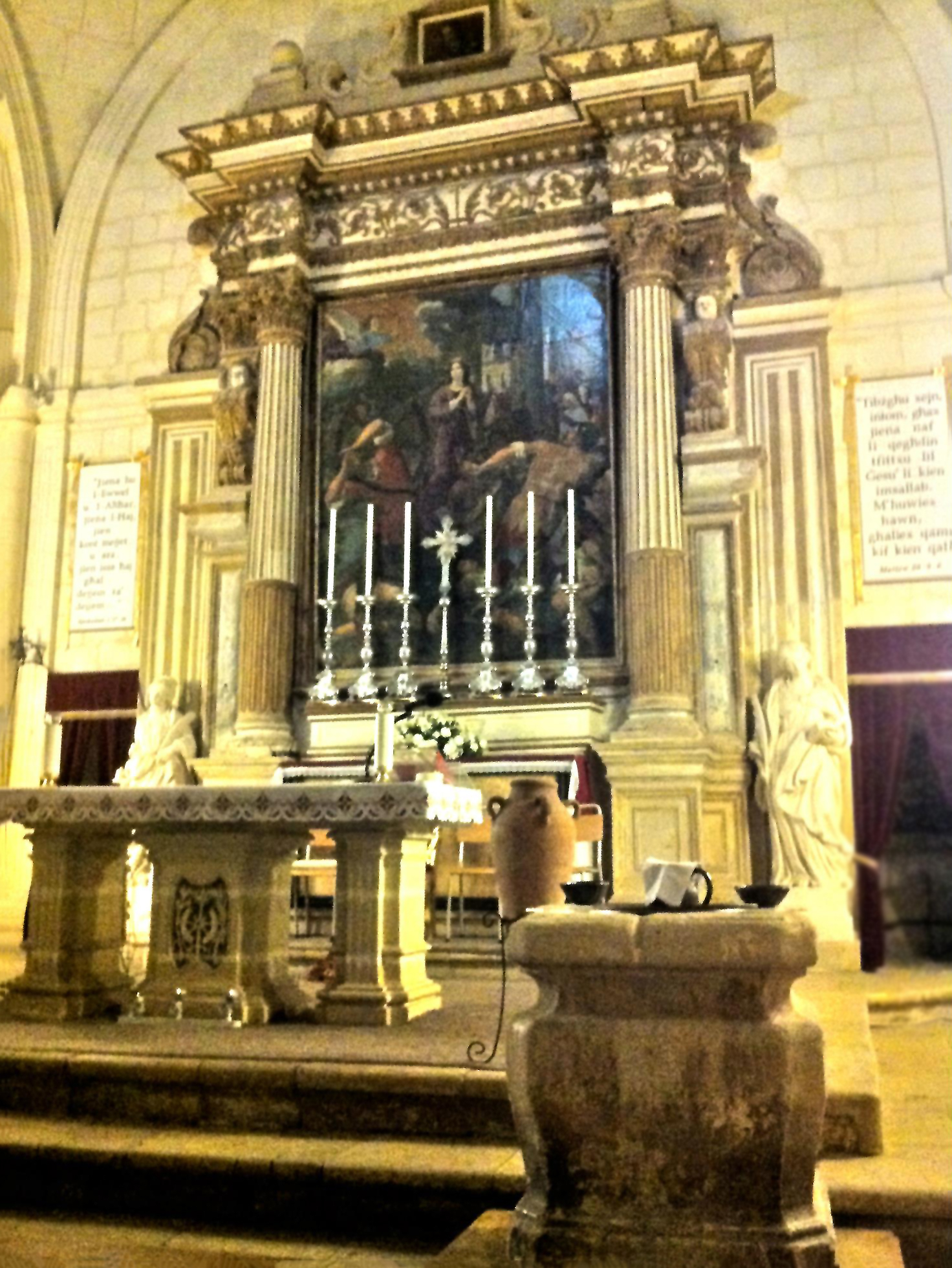
Główny ołtarz w starym kościele św. Katarzyny

Wnętrze kościoła łączy w sobie różne style architektoniczne z elementami lokalnego kunsztu. W kościele znajdują się trzy ołtarze. XVII-wieczne dzieło sztuki tworzące Retabulum głównego ołtarza przedstawia męczeństwo św. Katarzyny. Ołtarze boczne są poświęcone papieżowi św. Grzegorzowi oraz Matce Bożej z Góry Karmel. Na tym ostatnim znajduje się herb Wielkiego Mistrza Perellosa, pierwszy zaś nosi herb miasta Mdiny oraz przeora Iberii Fra. Pietra Gonzalesa.
Obraz w ołtarzu głównym nie jest wysokiej jakości artystycznej, jednak zastąpił on inny obraz, przedstawiający męczeństwo patronki kościoła – znajdujący się dziś w muzeum parafii Żejtun (Żejtun Parish Museum) – przypisywany maltańskiemu malarzowi Cassarino, a imitujący Caravaggio. Ten ostatni obraz zwraca uwagę uderzającym podobieństwem do Ścięcia św. Jana Chrzciciela i innych słynnych obrazów Caravaggia. Tytularny obraz kościoła umieszczony jest w kamiennej ramie, z figurami po obu stronach. Po lewej znajduje się figura św. Katarzyny, po prawej zaś figura św. Eufemii. Posągi te zdobiły Cappella d'Italia w konkatedrze św. Jana, a zostały przeniesione do Żejtun, kiedy zastąpiono je marmurowymi statuami.
Ołtarz północny, dziś poświęcony Matce Bożej z Góry Karmel, był pierwotnie poświęcony Matce Bożej Różańcowej. Stary obraz ołtarzowy również znajduje się w muzeum parafialnym; został on poświęcony przez biskupa Cagliares podczas jego wizyty duszpasterskiej w roku 1615. Autor aktualnego obrazu Matki Bożej z Góry Karmel jest nieznany, lecz wiadomo, że był on ufundowany przez Wielkiego Mistrza Perellosa, którego herb przedstawiono na tym dziele. Fasada ołtarza wzbogacona jest barokowymi rzeźbami i kolumnami, ustrojonymi herbem Wielkiego Mistrza Cotonera. Ołtarz ten mieści również statuę św. Michała Archanioła, hiszpańskiej szkoły rzeźbę w drewnie, umieszczoną w kościele w XIX wieku, razem z inną statuą przedstawiającą św. Józefa.
Ołtarz południowy poświęcony jest papieżowi św. Grzegorzowi. Mieści on inny obraz, namalowany przez Cassarino na podobieństwo Caravaggia. Po tej stronie kościoła znajduje się również krzyż Via Sagra, z symbolami Pasji Chrystusa. Dwa wejścia umożliwiają dostęp do zakrystii, w której znajduje się imponujące sklepienie łukowe. Znajdują się tam herby kantorów katedry w Mdinie. Dla każdego kantora zaznaczone są lata sprawowania tej funkcji, a jego osiągnięcia życiowe i pastoralne opisane są w krótkim tekście. Lista ta rozciąga się od lewych do prawych drzwi zakrystii. Na pierwszym miejscu listy jest kantor R. Bartholomeus Asciach (Axaq), służący w latach 1372–1391.

### Sekretne przejścia

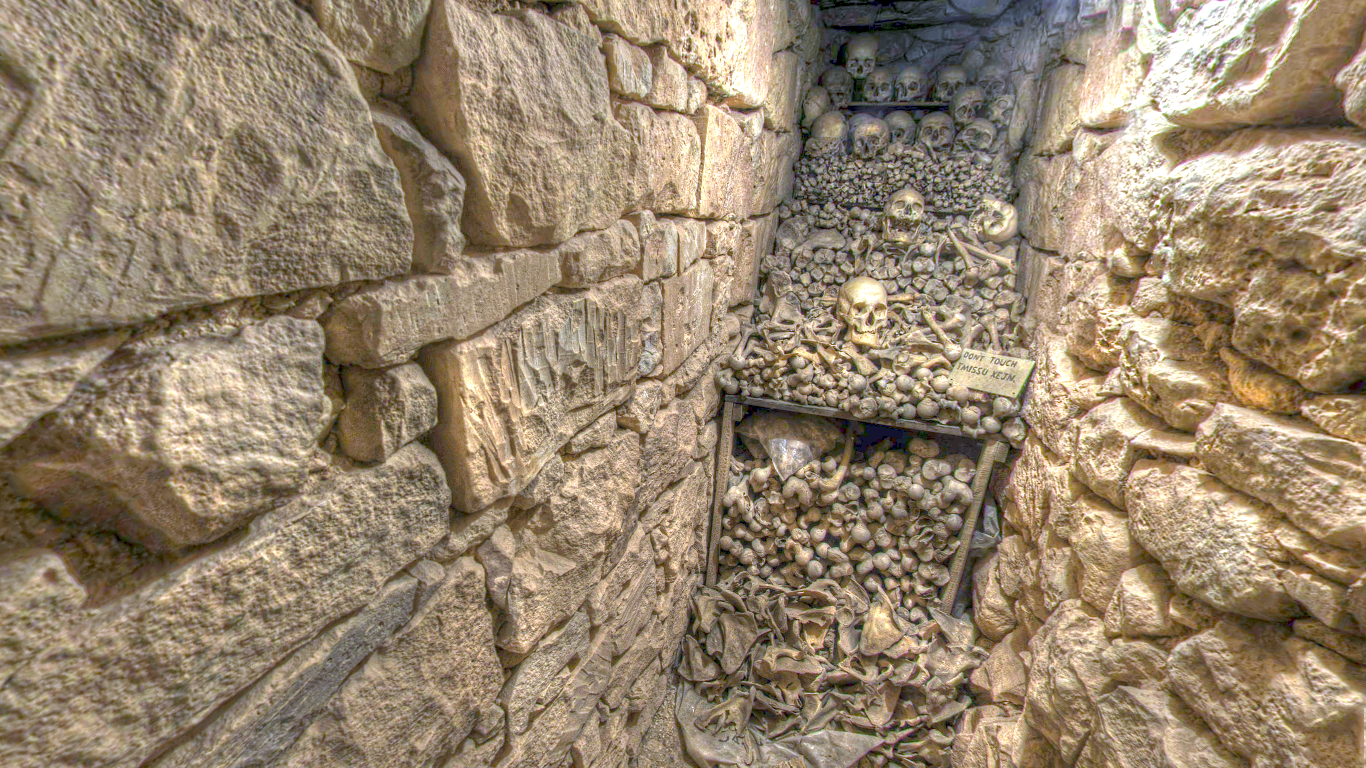
Tajemne przejście, zapełnione kośćmi, w starym kościele św. Katarzyny

W kwietniu 1969 roku lokalne gazety doniosły o olbrzymiej liczbie kości ludzkich oraz trzech tajemnych korytarzach, które zostały znalezione przez robotników. Miejscowe przekazy zawsze mówiły o istnieniu sekretnych przejść wewnątrz murów starego kościoła, lecz przez lata próby udowodnienia tego okazały się daremne.
Odkrycie miało miejsce, kiedy trzech pracowników, Ċikku Żammit, Carmelo Spiteri i jego 16-letni bratanek Grezzju Vella zabezpieczali przed wodą sklepiony dach kościoła. Vella pracował koło płaskiej kopuły kościoła i nieświadomie zaczął drapać wąską szczelinę pomiędzy dwiema płytami. Kiedy szczelina się powiększyła, wrzucił do środka kamień, spodziewając się usłyszeć go, kiedy upadnie na posadzkę kościoła. Zamiast tego wydawało mu się, że spada on gdzieś blisko. Vella zdał sobie w efekcie sprawę, że pod dachem musi być jakieś pomieszczenie. Wezwał pozostałych i wkrótce dołączyli do nich ks. Palmier, który był odpowiedzialny za kościół, i Ġan-Marì Debono, który był zakrystianem.
Po usunięciu dużej kamiennej płyty pojawiła się ciemna przestrzeń. Ponieważ tylko Vella mógł przejść przez dziurę w dachu, przywiązano go do liny i dano pudełko zapałek, aby sprawdził co znajduje się wewnątrz. Chłopiec natknął się na kilka ludzkich szkieletów, co ogromnie go przeraziło.
Na początku trzeciego sekretnego korytarza znaleziono wyryte inicjały "V.A." i "C.Z." wraz z datą 19.02.09. Dowodzi to tego, że korytarze zostały już odkryte przed 1969 rokiem. Proboszcz odnalazł niejakiego Carmelo Zahrę, który przyznał, że gdy był młodym chłopcem, wszedł do korytarzy wraz z kilkoma innymi osobami. Twierdził, że widzieli w korytarzach szkielety ubrane w mundury, było tam też trochę broni i flag. Według Zahry uprzedzono go, by nie wspominał o tym odkryciu, a pozostałości zniknęły.
Nieliczne szczątki zebrane podczas odkrycia w 1969 r. obejmowały drewnianą podeszwę z wysokim obcasem, mały pozłacany drewniany krzyż w stylu bizantyńskim, dziwne kawałki złoconej drewnianej ramy (być może ikony), trzy monety (dwie brązowe z krzyżem Zakonu, trzecia złota), kawałki ceramiki z XVI i XVII wieku, fragmenty kości zwierzęcych i część kamizelki zbroi kolczugowej. Szczątki te są przechowywane w jednej z sal kościoła.
Nie ma dowodów na pochodzenie kości, ani na to, jak trafiły do tych sekretnych korytarzy. Spekuluje się, że były to kości nieszczęśliwych ofiar tureckiego najazdu w roku 1614, podczas gdy inni sugerują, że puste korytarze były używane jako ossuarium. W latach 1978–1980 badania kości wykazały, że szkielety zostały prawdopodobnie ekshumowane i przeniesione z cmentarza. Ponadto stwierdzono, że szczątki szkieletowe należały do osób, które zmarły w krótkim czasie.

## Procesja św. Grzegorza

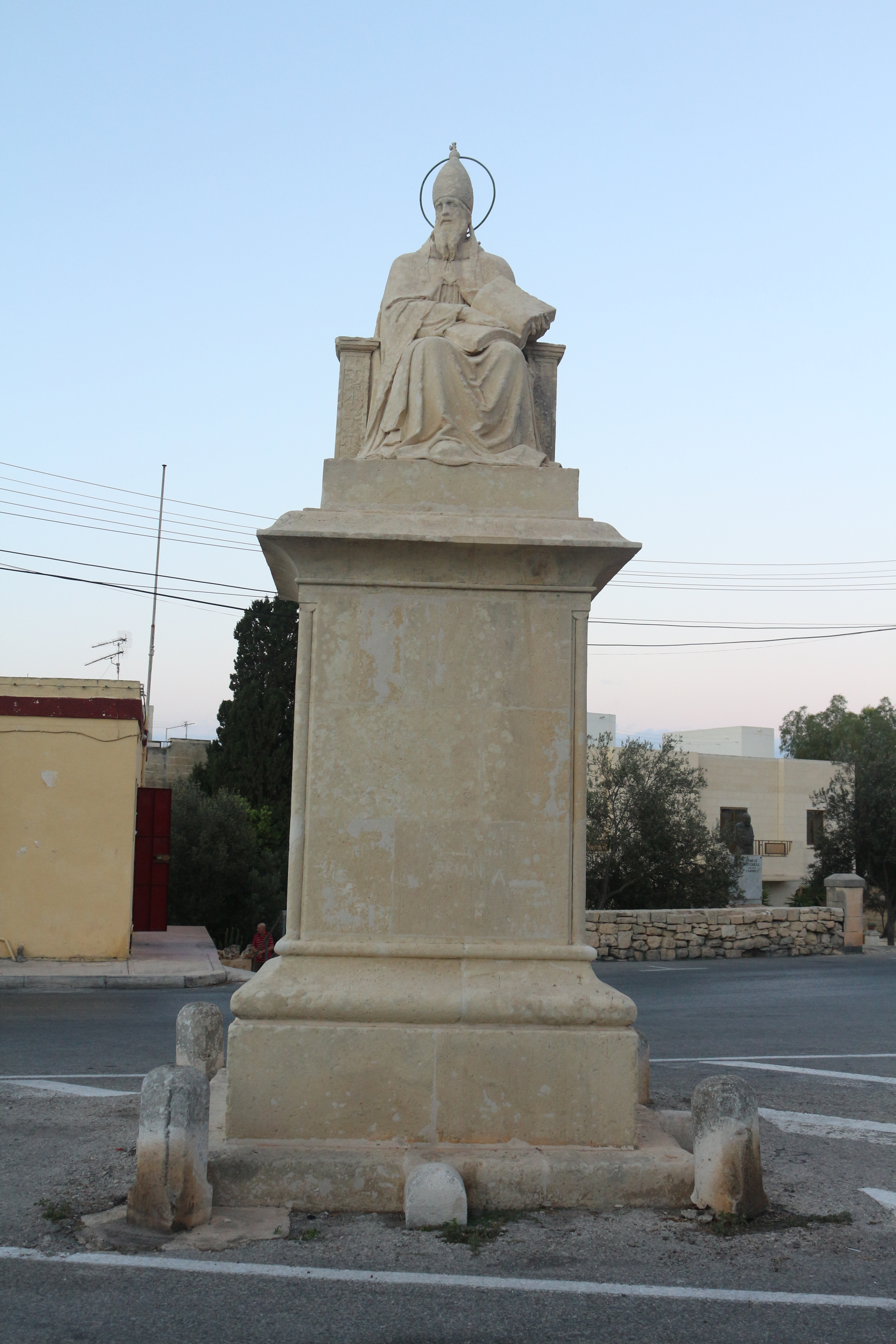
Statua św. Grzegorza Wielkiego, na zewnątrz terenu starego kościoła św. Katarzyny

Uroczystość św. Grzegorza była jednym z głównych tradycyjnych świąt kościelnych na wyspach, z udziałem procesji złożonej z bractw ze wszystkich parafii. Pochodzenie tego święta było nieznane od stuleci, z powszechnym przekonaniem, że odnosiło się ono do ślubowania miejscowej ludności o uwolnienie od wielkiej zarazy w 1519 roku.  Współczesne badania prowadzą do wniosku, że procesja po raz pierwszy została zorganizowana w roku 1543 przez biskupa Domenico Cubellesa, w odpowiedzi na papieski apel o modlitwy o pokój. Oryginalnie obchody organizowano 12 marca, w święto św. Grzegorza, a później zostały przeniesione na środę po Wielkanocy.
W procesji brali udział duchowni ze wszystkich miast i wiosek wyspy, kanonicy katedry w Mdinie oraz biskup, którzy zebrawszy się razem – wyruszali z Mdiny idąc do Żejtun. Po drodze uczestnicy wzięli udział w litanii, odmawianej przez prowadzącego kapłana każdego bractwa. Po przybyciu do Żejtun procesja odwiedzała stary kościół św. Katarzyny, gdzie odbywało się nabożeństwo. Pozostałą część dnia spędzano na jedzeniu i świętowaniu.
Na zewnątrz terenów kościelnych stoi statua papieża św. Grzegorza Wielkiego. Wykonana została przez Salvatora Dimecha, bazując na projekcie Vincenzo Hyzlera. Statua – podobnie jak oryginalna średniowieczna kaplica – spogląda ku Mdinie, gdzie coroczna procesja ma swój początek.